# Occella kuronumai
Occella kuronumai är en fiskart som först beskrevs av Freeman, 1951.  Occella kuronumai ingår i släktet Occella och familjen pansarsimpor. Inga underarter finns listade i Catalogue of Life.